# 사와야마 리나
사와야마 리나(일본어: 澤山 璃奈, 1988년 10월 13일 ~ )는 일본의 모델, 스케이트 선수, 배우이다.